# Adrian Wüthrich
Adrian Wüthrich (* 7. Mai 1980 in Langenthal; heimatberechtigt in Trub) ist ein Schweizer Politiker (SP).

## Leben
Wüthrich ist hauptberuflich als Präsident und Geschäftsführer des Gewerkschaftsdachverbandes Travail.Suisse tätig. Daneben ist er Präsident des Polizeiverbands Bern-Kanton (PVBK). An den Universitäten Bern und Lausanne studierte er Betriebswirtschaft, Public Management sowie Politik und schloss im ersten Jahrgang als Master in Public Management und Politik ab. 2008 wurde er nicht vertretungsbefugter Mitgesellschafter eines neu gegründeten Haustechnikunternehmens. Später wurde er zudem Verwaltungsrat im ZAR-Ausbildungszentrum Oberaargau-Emmental in Aarwangen. Seit 2015 ist er Stiftungsrat bei der Auffangeinrichtung BVG. 2008 wurde er in seiner Wohngemeinde in die Exekutive gewählt, weshalb er 2009 in den Gemeinderat Huttwil einzog, in dem er acht Jahre als Ressortvorsteher öffentliche Sicherheit tätig war; 2010 folgte die Wahl im Wahlkreis Oberaargau in den kantonalen Grossrat. Er trat am 4. Juni 2018 zurück.
Seit 29. Mai 2018 war Wüthrich Mitglied im Nationalrat, indem er für den verstorbenen Alexander Tschäppät nachrückte. Dort war er Mitglied der Kommission für Wissenschaft, Bildung und Kultur WBK. Er wurde bei den Schweizer Parlamentswahlen 2019 nicht wiedergewählt.
Ausserdem ist er Präsident der Interessengemeinschaft öffentlicher Verkehr Oberaargau in Langenthal und Präsident der SP Oberaargau.
Wüthrich ist verheiratet und hat zwei Kinder.